# Anarmodia pallidicostalis
Anarmodia pallidicostalis là một loài bướm đêm trong họ Crambidae.